# Pattinaggio di velocità in linea ai Giochi mondiali 2022
Le competizioni di pattinaggio su strada ai Giochi mondiali 2022 si sono svolte l'8 e 9 luglio 2022 al Birmingham CrossPlex di Birmingham in Alabama, negli Stati Uniti d'America. L'evento era originariamente stato calendarizzato nel luglio 2021, ma i Giochi mondiali sono stati riprogrammati per l'anno successivo a seguito del rinvio dei Giochi olimpici estivi di Tokyo 2020, dovuto all'insorgere dell'emergenza sanitaria causata dalla pandemia di COVID-19.

## Podi

### Uomini
| Specialità                               | Oro                     | Prestazione | Argento                 | Prestazione | Bronzo                    | Prestazione |
| 200 m time trial (dettagli)              | Duccio Marsili Italia   | 17.835      | Andrés Jiménez Colombia | 17.873      | Yvan Sivilier Francia     | 18.009      |
| 500 m sprint (dettagli)                  | Andrés Jiménez Colombia | 43.256      | Duccio Marsili Italia   | 43.386      | Kuo Li-yang Taipei cinese | 43.482      |
| 1000 m sprint (dettagli)                 | Duccio Marsili Italia   | 1:26.974    | Ricardo Verdugo Cile    | 1:27.026    | Bart Swings Belgio        | 1:27.339    |
| 10,000 m a eliminazione (dettagli)       | Bart Swings Belgio      | 15:16.914   | Daniel Zapata Colombia  | 15:17.393   | Giuseppe Bramante Italia  | 15:21.510   |
| 10,000 m punti a eliminazione (dettagli) | Bart Swings Belgio      | 18 pts      | Martin Ferrié Francia   | 11 pts      | Nils Bühnemann Germania   | 11 pts      |

### Donne
| Specialità                               | Oro                        | Prestazione | Argento                   | Prestazione    | Bronzo                      | Prestazione    |
| 200 m time trial (dettagli)              | Geiny Pájaro Colombia      | 18.894      | Asja Varani Italia        | 19.020         | Chen Ying-chu Taipei cinese | 19.053         |
| 500 m sprint (dettagli)                  | Laethisia Schimek Germania | 46.992      | Non attribuite            | Non attribuite | Non attribuite              | Non attribuite |
| 1000 m sprint (dettagli)                 | Johana Viveros Colombia    | 1:35.824    | Angy Quintero Venezuela   | 1:36.045       | Gabriela Vargas Ecuador     | 1:36.839       |
| 10,000 m a eliminazione (dettagli)       | Johana Viveros Colombia    | 16:48.975   | Alejandra Traslaviña Cile | 16:49.099      | Gabriela Vargas Ecuador     | 16:49.595      |
| 10,000 m punti a eliminazione (dettagli) | Johana Viveros Colombia    | 19 pts      | Marine Lefeuvre Francia   | 9 pts          | Gabriela Vargas Ecuador     | 9 pts          |

## Medagliere
| Posiz. | Nazione       | Oro | Argento | Bronzo | Totale |
| ------ | ------------- | --- | ------- | ------ | ------ |
| 1      | Colombia      | 5   | 2       | 0      | 7      |
| 2      | Italia        | 2   | 2       | 1      | 5      |
| 3      | Belgio        | 2   | 0       | 1      | 3      |
| 4      | Germania      | 1   | 0       | 1      | 2      |
| 5      | Francia       | 0   | 2       | 1      | 3      |
| 6      | Cile          | 0   | 2       | 0      | 2      |
| 7      | Venezuela     | 0   | 1       | 0      | 1      |
| 8      | Ecuador       | 0   | 0       | 3      | 3      |
| 9      | Taipei cinese | 0   | 0       | 2      | 2      |
| Totale | Totale        | 10  | 9       | 9      | 28     |